# Moçambicanos
Os moçambicanos são um povo e grupo metaétnico que habita Moçambique, um país na África Austral. Eles possuem uma cultura e ancestralidade em comum. 
De acordo com os resultados do Censo de 2017, Moçambique tem 27 909 798 habitantes, um aumento de 7 330 533 ou 35,6% em relação aos 20 579 265 registados no Censo de 2007.
Os macuas são o grupo dominante na parte norte do país, os senas e xonas (principalmente ndaus) são proeminentes no vale do Zambeze e os tsongas são predominantes no sul de Moçambique. Outros grupos incluem os macondes, ajauas, suaílis, tongas, chopes e angunes (incluindo zulus). Povos bantos compreendem 97,8% da população, enquanto o restante, incluindo africanos brancos (em grande parte de ascendência portuguesa), euro-africanos (mestiços de povos bantos e portugueses) e indianos. Cerca de 45 mil pessoas de ascendência indiana residem em Moçambique.
O português é a língua oficial e a mais falada do país, usada por pouco mais da metade da população (50,4%). Cerca de 39,7%, principalmente a população africana nativa, usam o português como segunda língua e 12,78% falam-no como primeira língua. A maioria dos moçambicanos que vivem nas áreas urbanas usam o português como principal idioma.
O censo de 2017 revelou que os cristãos formam 56,1% da população (maioria Católica, com cerca de 27,2%)  e os muçulmanos compunham 18,9% da população de Moçambique, enquanto 4,8% das pessoas afirmaram praticar outras crenças religiosas, principalmente o animismo. Cerca de 13,9% dos moçambicanos não tinham crenças religiosas e outros 2,5% não especificaram pertencer a algum grupo religioso. Há uma aderência significativa de parte da população à crenças religiosas tribais sincréticas, sendo este um segmento não incluído nas estimativas oficiais governamentais.